# Димитър Остоич
Димитър Драголюбов Остоич е български скулптор и изкуствовед.

## Биография
Роден е на 25 септември 1928 г. в с. Свежен. Син е на каменоделеца Драголюб Остоич, босненец, емигрант от сръбска Югославия.
Брат е на историка Петър Остоич.

### Образование
Между 1945 и 1950 г. Остоич следва специалност скулптура на Художествената академия в класа на проф. Марко Марков. През 1955 година завършва теория и история на изкуството в Ленинградския институт по живопис, скулптура и архитектура „И. Е. Репин“ (на руски: Институт живописи, скульптуры и архитектуры имени И. Е. Репина), Санкт Петербург. Защитава аспирантура в Академията по обществени науки към ЦК на КПСС в Москва (1964).

### Кариера
През 1956 – 57 г. ръководи отдел „Изобразителни изкуства“ в Министерство на културата, а в периодите 1957 – 61 и 1964 – 67 г. е главен редактор на списание „Изкуство“. През 1964 година става кандидат на изкуствознанието, а между 1967 и 1972 г. е старши научен сътрудник в Института за изкуствознание при БАН. Заема поста директор на Националната художествена галерия от 1973 до 1975 г., а от 1970 до 1976 г. е на различни ръководни постове в Съюза на българските художници.

### Семейство
Жени се за дъщерята на Цвятко Радойнов Септемврина Радойнова (1925-2004), преподавателка по руски език в Софийския университет и автор на учебници по руска граматика. Имат две деца -  Майя Остоич (р. 1953 в Ленингард), театрална актриса и Цвятко Остоич (р. 1958 г. в София), художник.
Умира на 7 юли 2010 г. в София.

## Творби
Остоич работи основно в жанра скулптурен портрет, използвайки за материали предимно бронз и дърво. Неговите скулптурни произведения са изцяло в духа на т.нар. социалистически реализъм, а публикациите му - монографии, статии с художествена критика и текстове по проблемите на изкуството са основно предназначени да насърчават и утвърждават този дух.
Прави скулптури и паметници на множество, предимно комунистически политически и „революционни“ дейци, сред които Йорданка Николова в Русе (1966), Димитър Дончев-Доктора в с. Овчарово (област Добрич) (1968), Димитър Благоев в училище „Димитър Благоев“ в Разград (1972) Поп Андрей (1973), Георги Димитров, Благой Попов в с. Дрен (област Перник) (1974) и Че Гевара (1974), Виктор Хара (1975), Феликс Дзержински (1977), Дако Даковски в с. Търнак (1979), Владимир Ленин (1980), Тодор Живков (1981), Архитектурно-скулптурен ансамбъл „На загиналите във войните и антифашистката борба“ в Брезово (1982) с арх. Росица Грънчарова, Генерал-майор Цвятко Радойнов в с. Крън.
Прави портрети и на творци на изкуството, сред които са художниците Константин Трингов и Цвятко Димчевски (1964), Борис Иванов (1966), Тодор Мангов (1967).
Негови творби са притежание на Националната художествена галерия, на Пловдивска градска художествена галерия, на Художествена галерия „Димитър Добрович” в Сливен, на Художествената галерия в Силистра, на Художествена галерия „Атанас Шаренков“ в Хасково, както и на държавни учреждения в България, СССР, Куба.

## Публикации
Като изкуствовед Остоич е автор на публикации върху проблемите на българското изобразително изкуство: монографии за Иван Фунев (1956), Христо Станчев (1957), Марко Марков (1960), Васка Емануилова (1962), Александър Петров. Схващанията и авторските похвати на Остоич за задачите и целите на изкуствознанието и художествената критика са догматични. Те съотетстват напълно на тогавашните изисквания за укрепване на социалистическия реализъм като единствено правилен, доминиращ от класово-партийни позиции, задължителен художествен метод.

## Награди и отличия
Награден с ордени „Кирил и Методий“ – ІІ степен (1963) и „Червено знаме на труда“ (1978). Получава награди от СБХ за портрет през 1966 година и за книгата си „Из борбата за социалистически реализъм в българското изобразително изкуство“ през 1967 година.
Присъдено му е почетното звание „заслужил деятел на изкуството“ (1974)